# Schoonspringen op de Olympische Zomerspelen 2020 – tienmetertoren synchroon mannen
Het synchroonspringen voor mannen vanaf de tienmetertoren op de Olympische Zomerspelen 2020 vond plaats op 26 juli 2021. Acht teams van twee schoonspringers kwamen in actie in een directe finale. Regerend olympisch kampioenen waren de Chinezen Chen Aisen en Lin Yue, zij werden in 2020 opgevolgd door Tom Daley en Matty Lee uit Groot Brittannië. 

## Uitslag
| Rang   | Namen                                  | Land | Sprongen | Sprongen | Sprongen | Sprongen | Sprongen | Sprongen | Totaal |
| Rang   | Namen                                  | Land | 1        | 2        | 3        | 4        | 5        | 6        | Totaal |
| ------ | -------------------------------------- | ---- | -------- | -------- | -------- | -------- | -------- | -------- | ------ |
| Goud   | Tom Daley Matty Lee                    | GBR  | 52.80    | 54.60    | 79.68    | 93.96    | 89.76    | 101.01   | 471.81 |
| Zilver | Cao Yuan Chen Aisen                    | CHN  | 54.00    | 57.60    | 90.78    | 73.44    | 93.24    | 101.52   | 470.58 |
| Brons  | Aleksandr Bondar Viktor Minibaev       | ROC  | 52.80    | 51.60    | 78.54    | 89.64    | 77.70    | 89.64    | 439.92 |
| 4      | Diego Balleza Kevin Berlin Reyes       | MEX  | 50.40    | 50.40    | 76.80    | 75.48    | 72.15    | 82.08    | 407.31 |
| 5      | Vincent Riendeau Nathan Zsombor-Murray | CAN  | 52.20    | 52.80    | 74.88    | 79.20    | 65.28    | 80.64    | 405.00 |
| 6      | Oleh Serbin Oleksiy Sereda             | UKR  | 47.40    | 49.20    | 80.64    | 79.20    | 72.00    | 72.00    | 400.44 |
| 7      | Kim Yeong-nam Woo Ha-ram               | KOR  | 48.60    | 42.60    | 73.92    | 73.44    | 82.08    | 75.48    | 396.12 |
| 8      | Hiroki Ito Kazuki Murakami             | JPN  | 51.00    | 52.20    | 72.00    | 65.70    | 59.40    | 76.80    | 377.10 |